# 柴灣坳
柴灣坳（英語：Chai Wan Gap），又名柴灣峽，是香港香港島東區的一個山坳，位於大潭山和西灣山之間，山坳的西南面有柏架山，南面為柴灣，北面為筲箕灣。雖然被名為柴灣坳，但大部分地方屬於筲箕灣，區內只有柴灣道連接柴灣和筲箕灣，為前往東區醫院的主要道路，並設有私人住宅以及學校。

## 設施
- 筲箕灣消防局
- 柴灣道兒童遊樂場

## 交通

### 主要幹道
- 柴灣道

### 公共交通
- █  港島綫：筲箕灣站C出入（步行約10分鐘），柴灣站（步行約15-20分鐘）